# Saint-Pierre-Langers

Saint-Pierre-Langers este o comună în departamentul Manche, Franța. În 1 ianuarie 2022 avea o populație de 621 de locuitori.